# Безымянная (приток Ангаракана)
Безымянная — река в Бурятии, протекает на западе Муйского района, примерно, в 20 км от границы с Северо-Байкальским районом. Устье реки находится в 19 км по левому берегу реки Ангаракан.

## Гидрография
Длина реки составляет 18 км.
Начало берёт на горных склонах в южной части Северо-Муйского хребта на высоте, примерно, 1520 метров над уровнем моря. Основным направлением течения является север. Около устья Безымянную пересекает мост Байкало-Амурской магистрали. Впадает в Ангаракан по левой стороне на высоте 741 метров над уровнем моря, немного северо-западнее железнодорожной станции Ангаракан в западной части Северомуйского городского поселения.
Именованные притоки отсутствуют.

## Данные водного реестра
По данным государственного водного реестра России относится к Ангаро-Байкальскому бассейновому округу, водохозяйственный участок реки — Бассейны малых и средних притоков средней и северной части озера Байкал. Речной бассейн реки — Бассейны рек средней и северной части озера Байкал от восточной границы бассейна реки Ангара до северо-западной границы бассейна реки Баргузин.